# 14 Years
14 Years (с англ. — «14 лет») — песня американской хард-рок-группы Guns N’ Roses, второй трек вышедшего в 1991 году альбома Use Your Illusion II. В 1992 году песня была выпущена в качестве промо-сингла.

## Описание
Это одна из немногих песен Guns N’ Roses, вокал в которой практически целиком принадлежит ритм-гитаристу Иззи Стрэдлину, причём основной солист и фронтмен группы Эксл Роуз лишь подпевает ему в припевах. Слэш, соло-гитарист группы, рассказывал, что песня сразу вошла в число тех тридцати шести, из которых выросли альбомы Use Your Illusion I и Use Your Illusion II, причём Стрэдлин принёс готовый рифф для неё на первую репетицию при подготовке записи этих альбомов.
Стрэдлин рассказывал, что во время работы над альбомом Роуз позвонил ему по телефону и сообщил, что тоже написал песню с названием «14 Years». При этом песня Стрэдлина была в более готовом состоянии, и они решили их объединить, оставив музыку и текст куплетов из версии Иззи, и добавив припев от Эксла. По распространённой версии, название отсылает к тому, что к 1990 году Роуз и Стрэдлин были знакомы уже 14 лет, хотя группа никогда официально не подтверждала, что песня посвящена сложности их взаимоотношений. При этом упоминающиеся в песне «4 последних года безумия» (англ. last 4 years of madness) относят к деятельности Guns N’ Roses после выхода дебютного альбома Appetite for Destruction, во время которых у Иззи, как и у прочих участников группы, были серьёзные проблемы с алкоголем и наркотиками.
В своём обзоре альбома Use Your Illusion II рецензент портала AllMusic назвал «14 Years» филлером со скучным «стоунсовским» ритмом.
Песня исполнялась группой вживую на нескольких концертах в 2012 году, в которых принимал участие Иззи Стрэдлин, до того момента песня не входила в концертный репертуар Guns N’ Roses со времени ухода Стрэдлина в 1991 году.

## Участники записи
- Эксл Роуз — бэк-вокал, фортепиано
- Слэш — ведущая гитара
- Иззи Стрэдлин — ритм-гитара, ведущий вокал
- Дафф Маккаган — бас-гитара, бэк-вокал
- Мэтт Сорум — ударные
- Диззи Рид — орган